# 6439 Tirol
6439 Tirol (1988 CV) là một tiểu hành tinh vành đai chính. Nó được phát hiện ngày 13 tháng 2 năm 1988 bởi F. Borngen ở Tautenburg.